# ADB-P7AICA
ADB-P7AICA（分子式：C19H28N4O2）是一种具有大麻素结构的狡詐家藥物，为白色固体，它是一些合成大麻产品的成分，美国缉毒局在2021年检出了该物质。它可以吡咯并[2,3-b]吡啶和1,5-戊二醇为原料经多步反应制得。